# Daniel Kulla

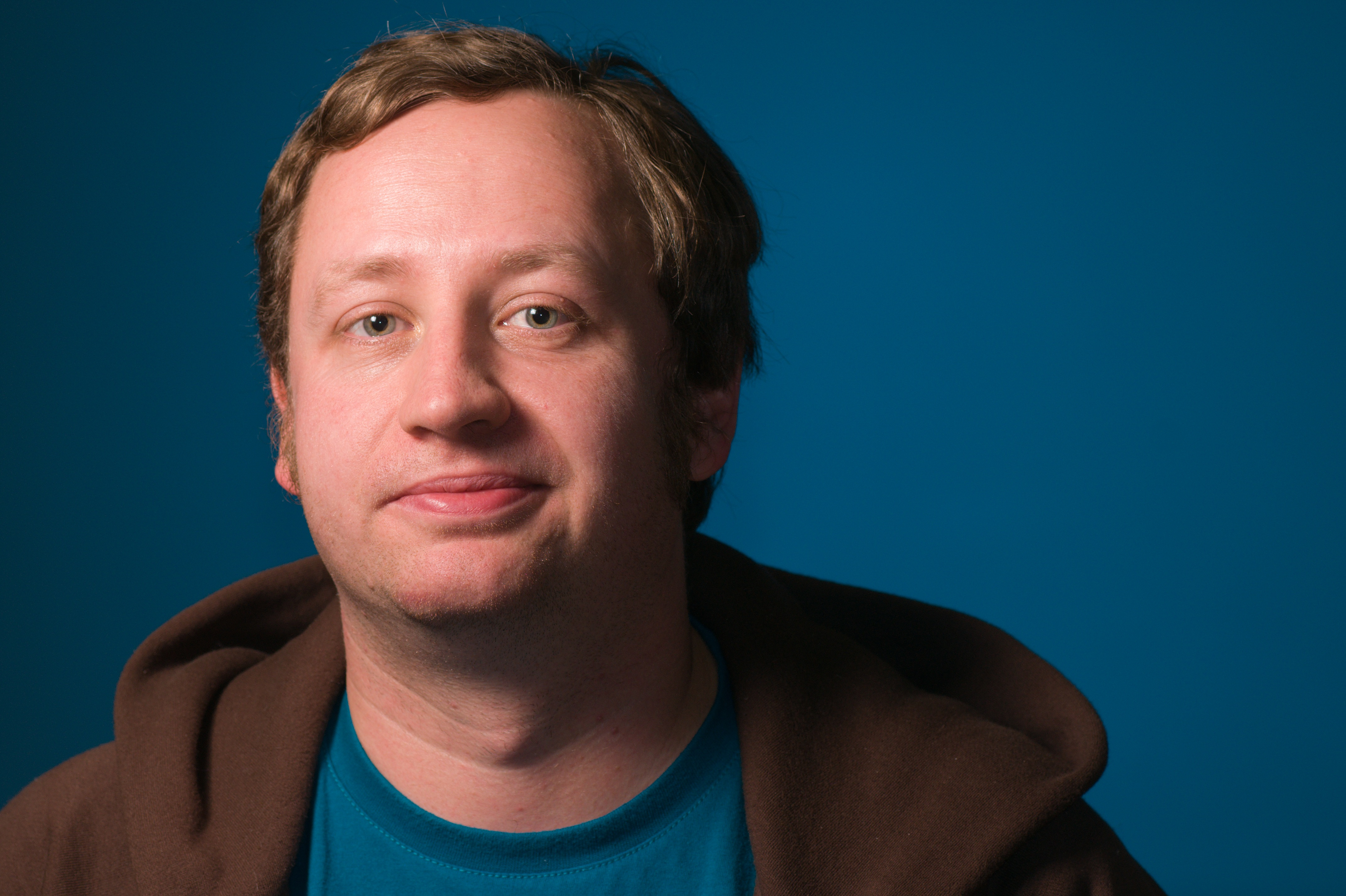
Daniel Kulla (2011)

Daniel Kulla (* 1977 in Blankenburg (Harz)) ist ein deutscher Schriftsteller und Journalist. Er war kurz Chefredakteur der sächsischen Jugendzeitschrift Spiesser und veröffentlichte u. a. Bücher über Rausch und Verschwörungsideologien.

## Leben
Kulla wuchs in Thale auf und leistete Zivildienst.

### Tätigkeit als Schriftsteller
Kulla versammelte andere Autoren zu literarischen Remixprojekten, die er zunächst im Selbstverlag (unter dem Namen Systemausfall '90 Verlag) veröffentlichte, bis er 2001 Lektor und Autor bei Werner Pieper wurde. Kulla verfasste die biografische Darstellung Der Phrasenprüfer über den Mitbegründer des Chaos Computer Clubs Wau Holland. In seinem 2007 erschienenen Buch Entschwörungstheorie beschäftigt sich Kulla mit Geschichte und Gefährlichkeit ideologischen Verschwörungsdenkens (siehe Konspirationismus), das er von „spielerischen“ Verschwörungstheorien mit offenen Fragestellungen unterscheidet. Für Kulla kommt die „Verschwörungsideologie […] aus der Mitte der Gesellschaft. Sie knüpft an den Nationalismus, Rassismus und Antisemitismus der Mehrheitsgesellschaft an – und spitzt diese lediglich zu.“
Im Jahr 2000 war Kulla Chefredakteur der sächsischen Jugendzeitschrift Spiesser. Er schreibt unregelmäßig für die Wochenzeitung Jungle World, verfasste ein Buch über die Berliner Elektropunkband Egotronic zusammen mit deren Sänger Torsun Burkhardt und hält Vorträge und Lesungen zu den Themen „Entschwörungstheorie“, „Der kommende Aufstand“, „Sin Patrones Ni Jefes – Betriebsbesetzungen in Argentinien“, „Lust, Rausch & Zweifel – Grundsatzfragen im Intimbereich“, u. a.
Im 2012 erschienenen Buch „Leben im Rausch“ entwickelt Kulla einen Rauschbegriff, der Rausch als Fähigkeit sämtlicher Nervensysteme zur Ausnutzung des eigenen „Rauschens“ fasst: „Wenn sein Standardprogramm nicht mehr ausreicht, schaltet es weitere Wahrnehmungs- und Bedeutungsebenen und Erinnerungen hinzu und versucht diese neu zu kombinieren, ähnlich wie im Traum, in dem das Gehirn Erlebtes assoziativ mit alten Erfahrungen und Imaginärem verbindet.“ Rausch gilt Kulla „als eine spezifische Funktion des Nervensystems, die weder einseitig in Richtung sie evozierender Substanzen aufzulösen ist, noch einen Übergang zu spirituellen oder magischen Gegenwelten ermöglicht.“ Im Rausch kommt Kulla zufolge „die Reihenfolge der Signalweitergabe im Nervensystem durcheinander. Signale aus unterschiedlichen Zeiten, von vor ein paar Sekunden oder aus der Kindheit, treffen gleichzeitig ein. Wenn das unter günstigen Bedingungen geschieht, dann nehmen wir mehrere Momente im selben Moment wahr und können dann leichter Entwicklungen, Prozesse, oder Veränderungen erkennen.“
Weiter behandelt er den „Zusammenhang zwischen kapitalistischer Verwertungslogik und dem Rausch an sich, seinen gesellschaftlichen Funktionen, den Gefahren und seinem Nutzen“ und urteilt: „Rausch ist nicht gut oder schlecht, und er ist nichts dem Menschen Äußerliches. Mit Rausch lässt sich Herrschaft genauso befördern wie erschüttern. (…) Damit der Rausch ermächtigen kann, müssen wir (…) ihn, um Wolfgang Neuss zu zitieren, üben, üben, üben.“ Kulla fordert daher „sich neue Orte anzueignen, sich für Rausch und Revolte etwas herauszunehmen.“

### Sonstiges
Kulla nahm gemeinsam mit  Egotronic bzw. deren Sänger Torsun die Songs Der Tausch (2007)  sowie Krümel (2014) auf und ist zuweilen bei deren Konzerten Gastsänger. 2011 spielte er mit Björn Peng zusammen das Lied Alles Muss Raus ein. Mit dem Hamburger Breakcore-Arrangeur Istari Lasterfahrer entstanden unter dem Künstlernamen classless Kulla die Alben Nein, nein, das ist nicht der Kommunismus (2008), Wir hatten doch noch was vor (2010) und Auf- & Zustände (2012).
Nach Stationen in Dresden und Berlin lebt er heute wieder in Thale.

## Schriften
- Katzes Schrödinger. Dresden 1997, ISBN 3-934864-04-X
- Eine perfekte Welt mit Pickeln. Dresden 1999, ISBN 3-934864-00-7
- Eins auf's Auge. Es könnte alles falsch gewesen sein. Dresden 1999, ISBN 3-934864-01-5
- Weichkern-AufSchnitt. Die endgültige Versöhnung von einfach allem mit einfach allem. Dresden 2000, ISBN 3-934864-03-1
- Fresse in die Kamera. Und die eine oder andere Ummischung. Dresden 2001, ISBN 3-934864-05-8
- Warum schlug Marek seinen Kopf gegen die Mauer? Und die eine oder andere Ummischung von zahlreicher Hand. Anthologie mit Beiträgen von Ulrich Holbein, Werner Pieper, Micky Remann, Arvid Leyh u. a. Löhrbach 2001, ISBN 3-922708-43-9
- Der Phrasenprüfer. Szenen aus dem Leben von Wau Holland, Mitbegründer des Chaos Computer Clubs. Löhrbach 2003, ISBN 3-922708-25-0 (Roman)
- Aus der Produktion. SuKuLTuR, Berlin 2004, ISBN 3-937737-37-5 (Leseheft)
- Entschwörungstheorie. Niemand regiert die Welt. Löhrbach 2007, ISBN 978-3-925817-13-7
- Kapitulatus! Das Illuminal. SuKuLTuR, Berlin 2009, ISBN 978-3-937737-99-7 (Leseheft)
- Raven wegen Deutschland mit Torsun, Mainz 2011, ISBN 978-3-931555-42-9 (Doku-Roman)
- Leben im Rausch. Evolution, Geschichte, Aufstand., Mainz 2014, ISBN 978-3-95575-018-3 (Erstausgabe Löhrbach 2012, ISBN 978-3-922708-85-8)

## Übersetzungen
- Die Abschaffung der Arbeit. (Bob Black) Löhrbach 2003, ISBN 978-3-922708-04-9
- Dieser zeitlose Moment. (Laura Huxley) Löhrbach 2003, ISBN 978-3-930442-56-0 (Gemeinschaftsübersetzung mit Sharon Levinson und Werner Pieper)
- Sind Unternehmen die besseren Menschen? (Paco Xander Nathan) Löhrbach 2004, ISBN 978-3-922708-30-8
- Wir sind ein Bild der Zukunft. (hg. v. A.G. Schwarz, Tasos Sagris, Void Network) Hamburg 2010, ISBN 978-3-942281-82-9 (zusammen mit Nina Knirsch, Karl Rauschenbach und Bernd Volkert)
- Kampf im Herzen der Bestie. Militanter Widerstand in den USA. (Dan Berger) Hamburg 2011, ISBN 978-3-942281-89-8 (zusammen mit Bernd Volkert)
- Sin Patrón, Herrenlos, Arbeiten ohne Chefs. Instandbesetzte Betriebe in Belegschaftskontrolle. Das argentinische Modell: besetzen, Widerstand leisten, weiterproduzieren (hg. v. Lavaca, Übersetzung und Einführung von Daniel Kulla), 2015, ISBN 978-3-940865-64-9